# Miguel Cantón G. Cantón
Miguel Cantón G. Cantón (Mérida, Yucatán, México, 1895-Ciudad de México, 1973) fue un político socialista y abogado yucateco, diputado local, regidor del Ayuntamiento de Mérida, presidente del Partido Socialista del Sureste, oficial mayor de gobierno durante la administración de Felipe Carrillo Puerto y diputado federal. Residía en la Ciudad de México atendiendo a sus funciones en el Congreso Federal durante y después del asesinato del gobernador Carrillo Puerto en enero de 1924. Designado gobernador interino por el Congreso Local en uso de sus facultades, fue inhabilitado por el presidente de la república Álvaro Obregón quien ordenó que se diera posesión a José María Iturralde Traconis como gobernador provisional, provocando que Cantón se retirara del cargo que le había otorgado legalmente el Congreso de Yucatán, a fin de evitar enfrentamientos cruentos ante la crisis política y social que se vivía entonces en esa entidad de la República Mexicana como consecuencia de la revolución mexicana entonces en curso.

## Datos biográficos e históricos
Hijo del periodista y poeta Fernando Cantón Frexas y descendiente de Gregorio Cantón por la línea materna. Participó en la política local y fue seguidor de Delio Moreno Cantón en su lucha por la gubernatura del estado de Yucatán en 1909. Se incorporó a las filas agraristas de Emiliano Zapata con el grado de capitán primero de caballería. Fue parte del regimiento armado de Pedro Bernal Balcázar. Se enfrentó al gobierno usurpador de Victoriano Huerta y formó parte de la división Mendoza al mando de Francisco Mendoza Palma con quien participó en el sitio de Chilpancingo en marzo de 1914, año en el que luchó contra fuerzas carrancistas. En 1916, ya en la administración de Salvador Alvarado en Yucatán, regresó a su estado natal para dedicarse al periodismo de combate y para secundar a Felipe Carrillo Puerto en la conformación del entonces naciente PSO, Partido Socialista Obrero, génesis del Partido Socialista del Sureste que llevaría más tarde a Carrillo Puerto a la gubernatura de Yucatán.

En 1921 fue elegido secretario general de la liga central del PSO en Yucatán. Con ese carácter asistió a las sesiones del Congreso Obrero de Izamal. En su ponencia promovió la fundación de ligas y sindicatos para robustecer la estructura entonces creciente de los socialistas de Yucatán y pidió que se llevara a cabo un boicot contra la La Revista de Yucatán que había fundado Carlos R. Menéndez y la que se oponía abiertamente al fortalecimiento de los grupos socialistas en la península. En el mes de octubre de ese mismo año fue nombrado director del periódico El Popular y desde esa tribuna apoyó la campaña electoral de Partido Socialista del Sureste.
Desempeñó el cargo de oficial mayor del gobierno de Felipe Carrillo que dejó para contender por una diputación federal a fin de representar a su demarcación en el Congreso Federal. Tras el asesinato de su correligionario y amigo, Carrillo Puerto y de sus hermanos, regresó a Yucatán donde fue nombrado por el Congreso Local gobernador interino, deponiéndose al usurpador Ricárdez Broca. En su encargo debía de convocar a nuevas elecciones. Esto fue impedido por la intromisión del presidente de la república Álvaro Obregón quien forzó a las instituciones yucatecas para aceptar como gobernador provisional a José María Iturralde Traconis quien concluyó el mandato que hubiera correspondido a Carrillo Puerto hasta el año de 1926 en que quedó truncado el proyecto socialista en Yucatán.
Al retirase de la política local Miguel Cantón se trasladó a la Ciudad de México en donde fijó su residencia. Ahí concluyó sus estudios de abogacía en la Escuela Libre de Derecho. En 1938 fue nombrado por el presidente Lázaro Cárdenas del Río funcionario de la Junta Federal de Conciliación y Arbitraje. Trabajó después como abogado del entonces denominado Departamento Central desde el que se gobernaba a la capital del país. Fue catedrático en la Escuela de Cooperativismo y defensor de oficio adscrito al Tribunal Superior de Justicia. Se le otorgó en 1953 un reconocimiento público como Veterano de la Revolución y se le concedió la condecoración al Mérito Revolucionario. Escribió numerosos artículos y varios libros entre los cuales destacan sus memorias.

| Predecesor: Juan Ricárdez Broca | Gobernador interino de Yucatán (de facto) 1924 - 1924 | Sucesor: José María Iturralde Traconis |